# Caudium (Stadt)
Caudium war eine antike Stadt in Samnium (Mittelitalien).
Caudium lag an der Via Appia zwischen Capua und Benevent, beim heutigen Montesarchio. Die ursprünglichen Bewohner der Stadt waren die samnitischen Caudini. Später war sie ein römisches Municipium.
Bekannt ist Caudium vor allem durch die in der Nähe gelegenen „Caudinischen Pässe“ (furculae Caudinae). Dort erlitt ein Heer der Römischen Republik während des Zweiten Samnitenkriegs 321 v. Chr. eine schwere Niederlage, die Rom zwang, einen schmachvollen Frieden anzunehmen (sprichwörtlich das „Caudinische Joch“, unter das die römischen Legionäre gezwungen wurden).